# Baddi Kôma
Baddi Kôma är en halvö i Djibouti. Den ligger i den centrala delen av landet, 70 km väster om huvudstaden Djibouti.